# Aerobryidium aureonitens
Aerobryidium aureonitens är en bladmossart som beskrevs av Brotherus 1906. Aerobryidium aureonitens ingår i släktet Aerobryidium och familjen Meteoriaceae. Inga underarter finns listade i Catalogue of Life.